# Scooby-Doo újabb kalandjai
A Scooby-Doo újabb kalandjai (eredeti angol címén The New Scooby-Doo Movies) egy rajzfilmsorozat, amely az eredeti Scooby-Doo, merre vagy? 1969-es sorozat egyik spin-offja a Hanna-Barbera szombat reggeli rajzfilmjei közül. 1972. szeptember 9-én volt a premiere. Különlegessége a sorozatnak, hogy a megszokott 20-25 perces epizódok helyett egy része 45 percből áll. Eredetileg 16 epizódot vetítettek le belőle, majd később eredeti csatornája, a CBS megrendelt újabb 8 epizódot. (Akkoriban Amerikában ez szokás volt, a rajzfilmsorozatok első évadja 20-26 epizódból álltak, majd rendeltek általában további 6-8 részt.) Magyarországon a Turner rendelte be a magyar szinkront a sorozathoz 2008-ban, melyet a Boomerang és a Cartoon Network sugározta.
Valamennyi epizódjában a sorozatnak a Rejtély Rt. tagjai akkoriban különös hírnévre szert tévő sztárokkal találkoznak. Az viszont változik, hogy a sztárvendégek egy-egy Hanna-Barbera rajzfilmből vannak kiválasztva és kitalált szereplők (pl.: Az Addams Family, Speed Buggy) vagy pedig létező sztárok (pl.: Cher, Don Knotts, Sandy Duncan). A valóságban létező, és még aktív személyekről mintázott szereplőket többnyire a valódi világbeli ihletőjük szinkronizálta (például Sonny, Cher, Don Knotts és Dick Van Dyke karakterét), az elhunyt vagy visszavonult hírességeket pedig olyan színészek, akiknek hangja és stílusa közel állt az eredetihez (A három komédiás és Laurel and Hardy). A Hanna-Barbera karakterek kapcsán érdekesség, hogy két esetben olyan sorozatok szereplőit vonultatták fel, amik még bemutatás előtt álltak (Az Addams family, Super Friends).
A 2019 és 2022 között sugárzott Scooby-Doo és (sz)társai hasonló tematikával rendelkezett, természetesen a kora 2020-as években is aktív hírességeket, és kitalált szereplőket illesztve az epizódokba, bár Batman karaktere átfedést jelent a két sorozat között. Az új sorozat egyúttal rövidebb játékidővel rendelkező epizódokat mutatott be.

## Szereplők

### Főszereplők
| Szereplő   | Eredeti hang         | Magyar hang   |
| ---------- | -------------------- | ------------- |
| Scooby-Doo | Don Messick          | Melis Gábor   |
| Bozont     | Casey Kasem          | Fekete Zoltán |
| Fred       | Frank Welker         | Bódy Gergely  |
| Vilma      | Nicole Jaffe         | Madarász Éva  |
| Diána      | Heather North Kenney | Hámori Eszter |

### Sztárvendégek
| Szereplő         | Eredeti hang     | Magyar hang      |
| ---------------- | ---------------- | ---------------- |
| Larry            | Daws Butler      | Forgács Gábor    |
| Curly Joe        | Daws Butler      |                  |
| Moe              | Pat Harrington   | Németh Gábor     |
| Batman           | Olan Soule       | Galbenisz Tomasz |
| Robin            | Casey Kasem      | Tahi József      |
| Gomez Addams     | John Astin       | Csuja Imre       |
| Morticia Addams  | Carolyn Jones    | Kiss Erika       |
| Wednesday Addams | Cindy Henderson  | Mánya Zsófi      |
| Pugsley Addams   | Jodie Foster     | Borbíró András   |
| Nagyi Addams     | Janet Waldo      | Kassai Ilona     |
| Fester bácsi     | Jackie Coogan    | Szűcs Sándor     |
| Lurch            | Ted Cassidy      | Bácskai János    |
| Jonathan Winters | Jonathan Winters | Orosz István     |
| Don Knotts       | Don Knotts       | Háda János       |
| Phyllis Diller   | Phyllis Diller   | Illyés Mari      |
| Sandy Duncan     | Sandy Duncan     | Zakariás Éva     |
| Sonny            | Sonny Bono       | Juhász György    |
| Cher             | Cher             | Agócs Judit      |
| Stan Laurel      | Larry Harmon     | Forgács Gábor    |
| Oliver Hardy     | Jim MacGeorge    | Koroknay Géza    |
| B.J. Mason       | Eddie Anderson   | Schmied Zoltán   |
| Curly Neal       | Stu Gilliam      | Janovics Sándor  |
| Meadowlark Lemon | Scatman Crothers | Zámbori Soma     |
| Geese Ausbie     | Johnny Williams  | Németh Gábor     |
| Gip Gipson       | Richard Ekins    | Sótonyi Gábor    |
| Pablo Robertson  | Robert DoQui     | Sörös Miklós     |
| Davy Jones       | Davy Jones       | Markovics Tamás  |
| Jerry Reed       | Jerry Reed       | Galbenisz Tomasz |
| Josie            | Janet Waldo      | Árkosi Kati      |
| Alexandra        | Sherry Alberoni  | Vadász Bea       |
| Melody           | Jackie Joseph    | Mics Ildikó      |
| Velerie          | Barbara Pariot   | Simonyi Piroska  |
| Nagy Sándor      | Casey Kasem      | Seszták Szabolcs |
| Jeannie          | Julie McWhirter  | Bíró Anikó       |
| Babu             | Joe Besser       | Sótonyi Gábor    |
| Corey Anders     | Mark Hamill      | Bartucz Attila   |
| Henry Glopp      | Bob Hastings     | Markovics Tamás  |
| Tim Conway       | Tim Conway       | Holl Nándor      |
| Don Adams        | Don Adams        | Kassai Károly    |
| Kicsi Kocsi      | Mel Blanc        | Szokol Péter     |
| Debbie           | Arlene Golonka   | Roatis Andrea    |
| Kontár           | Phil Luther, Jr. | Csőre Gábor      |
| Mark             | Michael Bell     | Barát Attila     |
| Cass Elliot      | Cass Elliot      | Némedi Mari      |
| Dick Van Dyke    | Dick Van Dyke    | Háda János       |

## Megjelenés DVD-n
2005-ben elkezdték kiadni USA-ban DVD-n a sorozatot, de nem sikerült leszerződni az összes sorozatbeli vendégszereplővel, így nem adták ki a teljes spin-offot. 
| DVD címe                                                                          | Epizódok száma       | Kiadási dátum     |
| --------------------------------------------------------------------------------- | -------------------- | ----------------- |
| The Best of The New Scooby-Doo Movies ("A Scooby-Doo újabb kalandjai legjobbjai") | 15                   | 2005. március 22. |
| The Best of The New Scooby-Doo Movies Volume 1                                    | 4 (az előző DVD-ből) | 2005              |
| Scooby-Doo Meets Batman (Scooby-Doo és Batman)                                    | 2                    | 2008              |
| Scooby-Doo Meets The Harlem Globetrotters (Scooby-Doo és a Harlemi Labdafogók)    | 2                    | 2008              |

## Epizódok
Magyarországon az epizódok nem magyar címmel kerültek adásba, a részek elején csak azt mondják be magyarul, ki lesz az aktuális sztárvendég. A Turner műsorbeosztásaiban használja a hivatalos magyar címeket.

### Évados áttekintés
| Évad | Évad | Epizódok | Eredeti sugárzás    | Eredeti sugárzás   | Magyar sugárzás      | Magyar sugárzás   |
| Évad | Évad | Epizódok | Évadpremier         | Évadfinálé         | Évadpremier          | Évadfinálé        |
| ---- | ---- | -------- | ------------------- | ------------------ | -------------------- | ----------------- |
|      | 1    | 16       | 1972. szeptember 9. | 1972. december 23. | 2008. február 17.    | 2008. június 1.   |
|      | 2    | 8        | 1973. szeptember 8. | 1973. október 27.  | 2008. szeptember 14. | 2008. november 2. |

### 1. évad
| #   | Eredeti cím                              | Magyar cím                           | Sztárvendég(ek)                 | Eredeti premier      | Magyar premier    |
| --- | ---------------------------------------- | ------------------------------------ | ------------------------------- | -------------------- | ----------------- |
| 1.  | Ghastly Ghost Town                       | Szellemvárosi frász                  | A három komédiás                | 1972. szeptember 9.  | 2008. február 17. |
| 2.  | The Dynamic Scooby-Doo Affair            | Szuper Scooby-Doo ügy                | Batman és Robin                 | 1972. szeptember 16. | 2008. február 24. |
| 3.  | Wednesday is Missing                     | Scooby-Doo és az Addams Family       | Az Addams Family                | 1972. szeptember 23. | 2008. március 2.  |
| 4.  | The Frickert Fracas                      | Pitvar perpatvar                     | Jonathan Winters                | 1972. szeptember 30. | 2008. március 9.  |
| 5.  | Guess Who's Knott Coming to Dinner?      | Ki érkezik vacsorára?                | Don Knotts                      | 1972. október 7.     | 2008. március 16. |
| 6.  | A Good Medium is Rare                    | Ritka a jó médium                    | Phyllis Diller                  | 1972. október 14.    | 2008. március 23. |
| 7.  | Sandy Duncan's Jekyll and Hyde           | Jekyll és Hyde álruhában             | Sandy Duncan                    | 1972. október 21.    | 2008. március 30. |
| 8.  | The Secret of Shark Island               | A Cápa-sziget titka                  | Sonny és Cher                   | 1972. október 28.    | 2008. április 6.  |
| 9.  | The Spooky Fog of Juneberry              | A rémület köde                       | Don Knotts (másodszor)          | 1972. november 4.    | 2008. április 13. |
| 10. | The Ghost of Bigfoot                     | Nagylábú gaztevő                     | Laurel és Hardy                 | 1972. november 11.   | 2008. április 20. |
| 11. | The Ghost of the Red Baron               | A Vörös Báró kísértete               | A három komédiás (másodszor)    | 1972. november 18.   | 2008. április 27. |
| 12. | The Ghostly Creep from the Deep          | Lidércek és lidércfények             | A Harlemi Csavargók             | 1972. november 25.   | 2008. május 4.    |
| 13. | The Haunted Horseman of Hagglethorn Hall | A Hagglethorn kastély kísértetlovasa | Davy Jones                      | 1972. december 2.    | 2008. május 11.   |
| 14. | The Phantom of the Country Music Hall    | A mulató fantomja                    | Jerry Reed                      | 1972. december 9.    | 2008. május 18.   |
| 15. | The Caped Crusader Caper                 | Szárnyas szuperhős szalsza           | Batman és Robin (másodszor)     | 1972. december 16.   | 2008. május 25.   |
| 16. | The Loch Ness Mess                       | A Loch Ness-i zűr                    | A Harlemi Csavargók (másodszor) | 1972. december 23.   | 2008. június 1.   |

### 2. évad
| #  | Eredeti cím                    | Magyar cím                    | Sztárvendég(ek)                  | Eredeti premier      | Magyar premier       |
| -- | ------------------------------ | ----------------------------- | -------------------------------- | -------------------- | -------------------- |
| 1. | The Mystery of Haunted Island  | Az elátkozott sziget rejtélye | A Harlemi Csavargók (harmadszor) | 1973. szeptember 8.  | 2008. szeptember 14. |
| 2. | The Haunted Showboat           | A kárhozott gőzös             | Josie és a cicababák             | 1973. szeptember 15. | 2008. szeptember 21. |
| 3. | Mystery in Persia              | Szellemek a palackban         | A Jeannie szereplői              | 1973. szeptember 22. | 2008. szeptember 28. |
| 4. | The Spirit Spooked Sports Show | Szellemes sportshow           | Tim Conway                       | 1973. szeptember 29. | 2008. október 5.     |
| 5. | The Exterminator               | A kártevőírtó                 | Don Adams                        | 1973. október 6.     | 2008. október 12.    |
| 6. | The Weird Winds of Winona      | Winona különös szelei         | A Speed Buggy szereplői          | 1973. október 13.    | 2008. október 19.    |
| 7. | The Haunted Candy Factory      | Kísértetjárta cukorüzem       | Cass Elliot                      | 1973. október 20.    | 2008. október 26.    |
| 8. | The Haunted Carnival           | Vurstli, virsli, fantomok     | Dick Van Dyke                    | 1973. október 27.    | 2008. november 2.    |